# Manifestacions anticiríl·liques a Croàcia

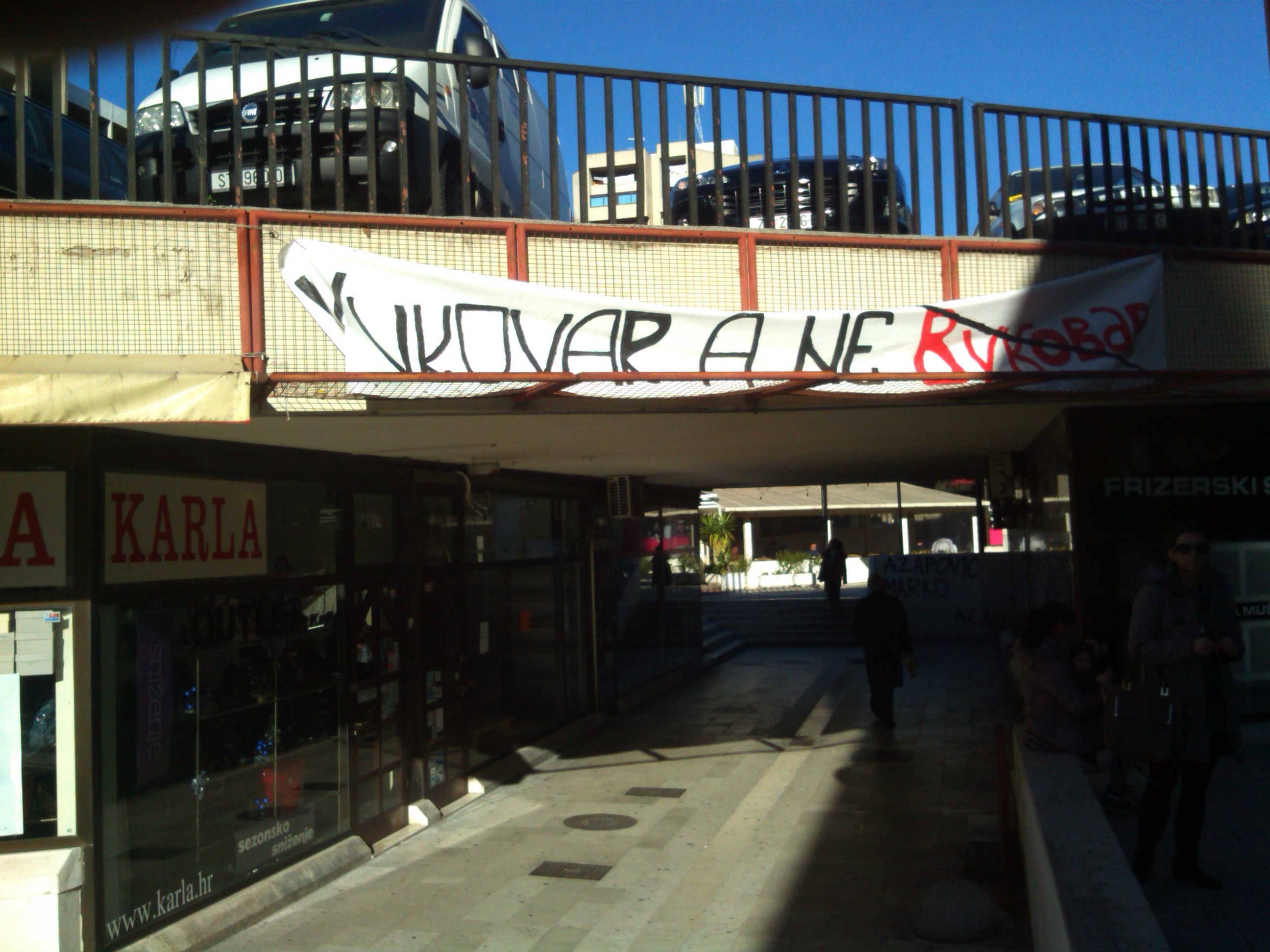
Pancarta contra l'ús del nom de Vukovar en alfabet ciríl·lic serbi

Les manifestacions anticiríl·liques a Croàcia foren una sèrie de manifestacions i protestes que tingueren lloc a finals de l'any 2013 contra l'aplicació del bilingüisme a Vukovar, després que l'idioma serbi i l'alfabet ciríl·lic serbi reberen l'estatus de cooficial a causa de l'existència d'una minoria local d'ètnia sèrbia. La implementació d'eixa decisió va esdevindre obligatòria després del cens croata de 2011, segons el qual els serbis de Vukovar comprenien més d'un terç (34,8%) de la població total. Els senyals en l'alfabet ciríl·lic serbi es varen col·locar en compliment de la Carta Constitucional sobre els Drets de les Minories Nacionals, que ordena que els senyals siguen bilingües en qualsevol àrea on més d'un terç de la població pertanga a una minoria ètnica. Aquella decisió va causar una reacció intensa sobretot per part dels veterans de guerra croats, però també de ciutadans que creien que, a causa de determinats fets històrics, particularment la batalla de Vukovar, la ciutat hauria d'haver sigut exclosa de l'aplicació de la llei sobre els drets de les minories. En tot cas, també varen tindre lloc manifestacions i actes vandàlics en altres pobles i ciutats, com ara Split, Dubrovnik, etc. Els serbis de Cròacia són la minoria que té més restringit el dret al bilingüisme entre totes les minories nacionals dins de Croàcia.
El grup anomenat Seu per la Defensa d'una Vukovar Croata va iniciar les protestes el 2 de setembre, arran de la col·locació a Vukovar de senyals escrits en els dos alfabets (llatí i ciríl·lic). A més de les manifestacions a Vukovar, aquell mes d'abril de 2013 es varen organitzar manifestacions a la plaça princial de Zagreb, amb una assistència de vora 20.000 persones. També hi hagueren manifestacions paral·leles a Tovarnik, Bogdanovci, Lovas, i Nuštar. Es va arrancar i trencar amb martells un bon nombre de senyals en l'alfabet ciríl·lic serbi, i els aldarulls amb la policia deixaren quatre agents de policia amb ferides lleus. Hi hagué simpatitzants de les protestes, que no estaven directament relacionats amb els manifestants, que varen realitzar pintades pro-feixistes d'ideologia ústaixa en l'església ortodoxa de la Sagrada Annunciation a Dubrovnik i a Zadar.
El 12 d'agost de 2014 el Tribunal Constitucional de Croàcia va declarar anticonstitucional la proposta de referèndum per a restringir l'ús de llengües minoritàries, que pretenia elevar la proporció requerida per al reconeixement al 50%. Es va requerir l'ajuntament de Vukovar que regulara l'ús de la llengua minoritària en el seu estatut després d'un any de la decisió de tribunal. El govern de Croàcia va ser requerit a definir el mecanisme legal per a casos en què els governs locals no implementaren les obligacions que els marcava la llei sobre llengües minoritàries. Les autoritats nacionals competents per a la implementació de lleis sobre llengües minoritàries reberen instruccions de no implementar la llei a la ciutat de Vukovar per mitjà de mesures coactives fins que el govern de Croàcia complira la seua obligació.
L'abril de 2015 el Comité de Drets Humans va instar Croàcia que assegurara el dret de les minories a usar la seua llengua i el seu alfabet. L'informe del comité va explicitar que el requeriment concernia l'ús de serbi ciríl·lic en la ciutat de Vukovar i altres municipis afectats. El ministre d'afers estrangers serbi, Ivica Dačić, va dir que el seu país agraïa l'informe de l'ONU.
El 17 d'agost de 2015, després del requeriment del Tribunal Constitucional de Croàcia, l'ajuntament de Vukovar va decidir esmenar l'estatut de ciutat de manera que no s'instal·laven senyals bilingües (en alfabets llatí i ciríl·lic) en edificis institucionals, places ni carrers. El consell d'Europa va reprotxar eixa decisió, que es va aprovar amb el suport dels diputats d'Unió Democràtica Croata i de l'Assemblea Democràtica Croata d'Eslavònia i Baranja; mentres que els diputats del Partit Socialdemòcrata de Croàcia, el Partit Independent Demòcrata Serbi i del Partit de la Gent de Croàcia–Demòcrates Liberals abandonaren la sessió. El Ministeri d'Administració Pública de Croàcia va anunciar que revertiria la decisió si es demostrava que era contrària a la constitució.
La societat cívica anomenada La ciutat també som nosaltres suggerí que la disputa es podria resoldre posant al costat dret de l'entrada als edificis d'institucions locals un senyal en alfabet llatí croata i, al costat dret, un senyal en les llengües i alfabets de les minories ètniques que viuen a Vukovar.

## Reaccions

### Croàcia

#### Oposició
- El president croat Ivo Josipović es va unir a la condemna dels esdeveniments a Vukovar, afirmant que s'havia de fer un esforç afegit per a impedir la violència i les tensions. “Tenim la llei que promou el respecte ple de les minories nacionals. Tots els partits polítics rellevants a Croàcia varen participar en l'aprovació d'esta llei,” va dir Josipovic.[20]
- El primer ministre de Croàcia, Zoran Milanović, va condemnar la "violència xovinista" dient que no aconseguirà llevar els senyals en alfabet ciríl·lic a Vukovar mentres "la llei prevalga".[21][22]
- L'antic president croata Stjepan Mesić afirmà que les manifestacions de Zagreb no foren "una expressió democràtica d'opinions diferents, sinó intolerància […] La presència de persones en uniformes militars en aquell lloc […] viola clarament la llei estatal. Si acceptem públicament i inequívocament que les amenaces impedixen implementar els deures que cada ciutadà i cada institució està obligat per la Constitució, la concentració de diumenge a la plaça principal pareix un colp a l'orde constitucional i legal del nostre país.[23]
- L'alcalde de Vukovar, Željko Sabo, un veterà de les guerres de Iugoslàvia que va estar empresonat a Sèrbia, va apel·lar la gent a la calma i a “no deixar que Vukovar es convertisca en Beirut."[24]
- El ministre d'afers estrangers croat Vesna Pusić va dir que els croats "deuen i poden" obeir les lleis croates i va dir que el govern s'havia de mantindre ferm en la legislació de minories.
- Dragan Crnogorac, president del Consell de Junta de Municipis, es mostrà preocupat pels esdeveniments de Vukovar i la resta de Croàcia. Va dir que aquells fets creaven una atmosfera negativa dirigida cap a la comunitat sèrbia i l'alfabet ciríl·lic, i soscavaven els èxits aconseguits en els darrers anys quant a la construcció de la tolerància i la cohabitació entre serbis i croats.[25]
- Bojan Glavašević, fill del periodista croat Sinišun Glavašević, assassinat per palamilitars serbis després de la batalla de Vukovar, va dir que usar el nom de son pare en la manifestació de Zagreb era inadequat, ja que s'havia usat per a fer màrqueting polític. Va dir que tot el món té dret a manifestar-se pacíficament, però va condemnar el discurs d'odi de les protestes.[26]
- 26 ONG a Croàcia varen enviar una carta conjunta al Papa Francesc, mostrant la seua preocupació sobre la postura del cardenal croata Josip Bozanić i diversos bisbes que públicament mostraren la seua oposició al bilingüisme a Vukovar. Estes organitzacions destacaren que les declaracions dels bisbes no contribuïen a la pau i la reconciliació, sinó que portaven a agreujar els conflictes.[27][28]
- L'arquebisbe de Đakovo-Osijek Đuro Hranić va demanar amor i respecte mutu.[29]

#### Suport
- El Consell de Comtat de Vukovar-Srijem va donar suport als manifestants en el seu intent de "parar la introducció violenta de bilingüisme en Vukovar". Durant la votació, els membres del Partit Socialdemòcrata de Croàcia, el Partit Croat dels Pensionistes i el Partit Democràtic Independent Serbi varen abandonar la sessió.[30]
- Representants d'Associacions de Croats Retornats de l'Eslavònia Oriental, Baranja i Syrmia Occidental varen donar suport a totes les demandes de la Seu per la Defensa d'una Vukovar Croata.[31]

### Internacional

#### Antiga Iugoslàvia

##### Sèrbia
- El Partit Progressista serbi va condemnar les protestes i va instar Zagreb a protegir els drets de la minoria sèrbia.[24]
- La Coalició de Refugiats serbis de Croàcia, que representa molts serbis que varen fugir de Croàcia al final de la guerra en 1995, va dir que les protestes eren un altre exemple de violations de drets de la minoria a Croàcia.

##### Eslovènia
- El llavors relator del parlament europeu per a Sèrbia Jelko Kacin va dir que esperava una "resposta clara" de Zagreb.[32]

#### Altres

##### Unió Europea
- El portaveu de Comissió europea Dennis Abbott va dir que Unió Europea no tenia intenció d'interferir en la disputa sobre senyals ciríl·lics a Vukovar. Va recordar a les parts implicades que el respecte a la diversitat cultural i als drets de les minories es troben en els documents fonamentals de la UE, però que la jurisdicció en eixos temes pertany a cada estat membre.[33]

##### Consell d'Europa
- El 21 d'agost de 2015 el Consell d'Europa, en resposta a la decisió de l'ajuntament de Vukovar d'esmenar l'estatut de ciutat per a no retolar en els dos alfabets en edificis institucionals, places i carrers, va declarar que el Consell «lamenta moltíssim la retirada de senyals en llengües minoritàries pel vandalisme o d'acord amb decisions formals que pretenen limitar la presència pública de llengües minoritàries, i insta totes autoritats públiques pertinents i tots els partits a implementar plenament les provisions de la Carta europea de les llengües regionals o minoritàries».[16]

## Cronologia

### 2019
- El 18 d'octubre va ocórrer un incident a l'ajuntament de Vukovar quan el representant del SDSS Srđun Kolar va entregar a Ivan Penava, alcalde de Vukovar, un estatut de ciutat escrit en serbi ciríl·lic.[34][35] L'ajuntament de Vukovar conclogué: "Vàrem aconseguir un nivell d'entesa, solidaritat i tolerància entre membres de les gents croates i els membres de la minoria nacional sèrbia a un nivell que facilita la cooperació i la coexistència, però les condicions per a estendre l'abast dels drets individuals assegurats no s'han donat encara".[36] Únicament un senyal en ciríl·lic es troba a la part esquerra de l'entrada del port de Vukovar.[37]

### 2018
- El 28 setembre Milorad Pupovac va ser atacat amb una tallada de llima a Zagreb.[38]

### 2017
- El 20 de novembre, dos dies després del memorial de la caiguda de Vukovar, els aficionats del club de futbol Crvena Zvezda (l'Estrela Roja de Belgrad) varen mostrar una pancarta on es llegia: "18.11.1991. Fins al nou alliberament - Glòria a totes les víctimes per a un Vukovar serbi",[39]
- El 27 de maig, els aficionats al Crvena Zvezda a Belgrad varen mostrar la bandera sèrbia amb la paraula "Vukovar" en ciríl·lic amb fotografies del dirigent txètnik Dražun Mihailović.[40]

### 2015
- El 21 d'agost, el Consell d'Europa va lamentar la decisió de l'ajuntament de Vukovar.[16]
- El 17 d'agost l'ajuntament de Vukovar va decidir esmenar l'estatut de ciutat per a no retolar en bilingüe (alfabets llatí i ciríl·lic).

### 2014
- 23 de setembre: Membres de la Seu per la Defensa d'una Vukovar Croata varen retirar tots els senyals bilingües de la ciutat. Cinc d'ells varen ser arrestats més avant.[41]
- 12 d'agost: Decisió del Tribunal Constitucional de Croàcia sobre la inconstitucionalitat de la proposta de referèndum plantejada per la Seu per la Defensa d'una Vukovar Croata.
- 16 de març: Una bandera dels serbis de Croàcia va ser furtada de l'edifici de govern municipal a Borovo.[42]
- 14 de març: acte vandàclic contra un senyal bilingüe de l'Oficina d'Administració Estatal a Vukovar.
- 6 de març: Acte vandàclic contra un senyal bilingüe del Servici d'Ocupació Croata a Vukovar.
- 24 de gener: La diputada conservadora croata al Parlament europeu Ružun Tomašić va declarar que els serbis de Vukovar no haurien d'aconseguir res, ja que ells són qui varen destruir la ciutat (sic) en col·laboració amb l'Exèrcit Popular Iugoslau.[43]
- 7 de gener: Uns desconeguts destruïxen un senyal bilingüe en l'edifici del Consell Nacional Serbi a Pula.[44]
- 5 de gener: Sis senyals bilingües són destruïts a Vukovar.[45]
- 3 de gener: El patriarca Irineu serbi, en una carta de Nadal, declara que la persecució del ciríl·lic és igual a la persecució dels serbis.[46]

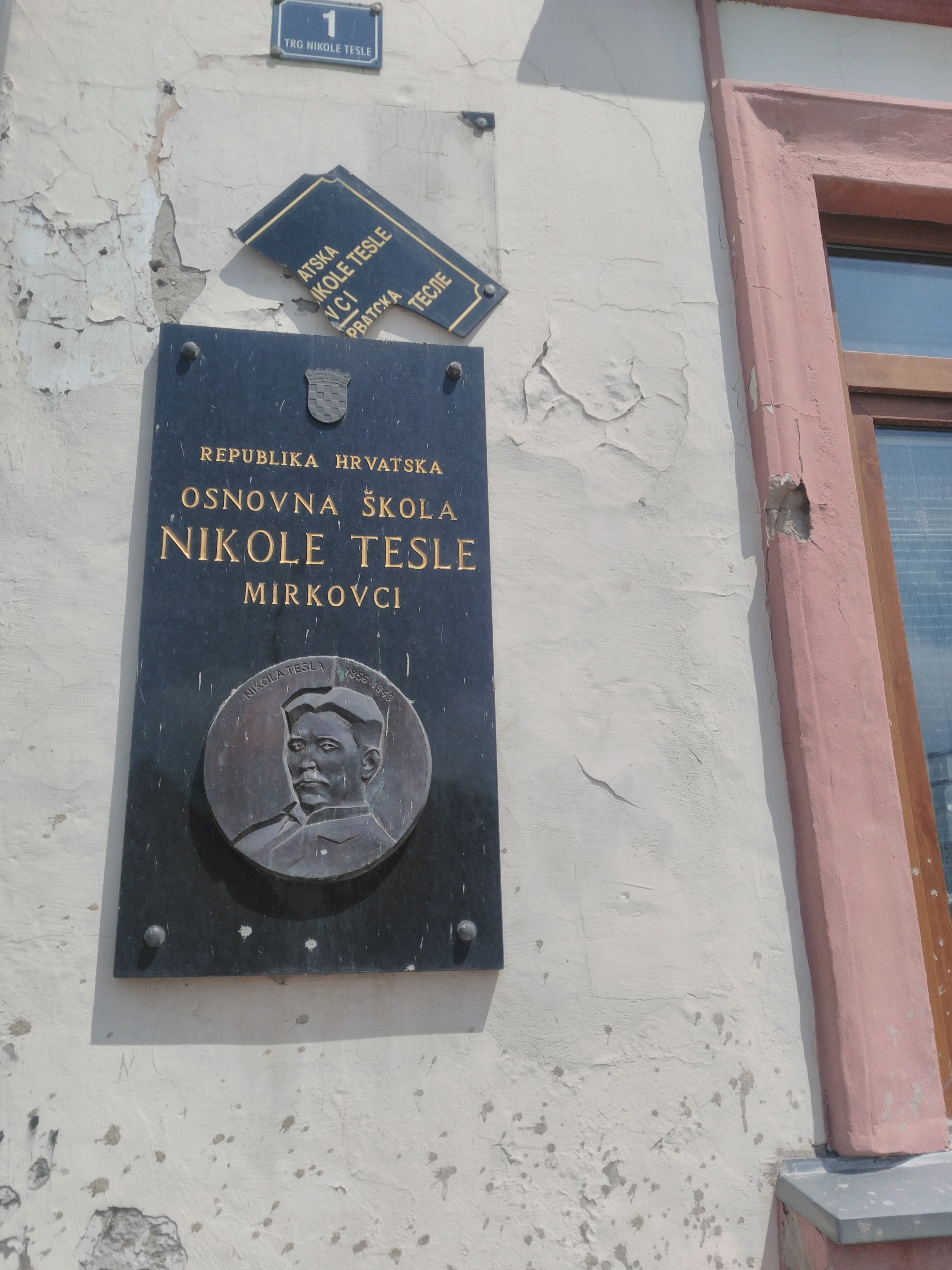
Cartell bilingüe trencat a l'Escola Elemental Nikola Tesla a Mirkovci

- 20 de desembre: Senyals bilingües destruïts a Vukovar i a l'Escola Elemental de Mirkovci.
- 16 de desembre: La Seu per la Defensa d'una Vukovar Croata entrega firmes per al referèndum.
- 13 de desembre: Senyals bilingües ratllats amb grafit Vukovar.
- 7 de desembre: El diputat Milorad Pupovac rep amenaces de mort.
- 2 de desembre: El director del memorial del camp de concentració de Jasenovac rep missatges amenaçadors.
- 21 de novembre: el Ministeri d'Administració Pública suspén les estipulacions de les lleis locals que limiten l'ús de la llengua minoritària.[47]
- 19 de novembre: salutacions neonazis del jugador Josip Simunic ("Za dom") en el partit de futbol entre Croàcia i Islàndia.
- 19 de novembre: La delegació de la FIFA requerix que es retire la pancarta Zapamtite Vukovar (en valencià, 'Recorda Vukovar') de l'estadi de Maksimir abans del partit entre Croàcia i Islàndia.[48]
- 19 de novembre: Es retira la retolació bilingüe de l'ajuntament de Trpinja. Robatori de la bandera dels serbis de Croàcia.
- 18 de novembre: S'impedix que la delegació estatal dirigida per primer ministre Zoran Milanović i el president Ivo Josipović participe en la marxa commemorativa de la caiguda de Vukovar per la Seu per a la Defensa d'una Vukovar Croata. [cal una explicació][49]
- 18 de novembre: El president del Consell Nacional Serbi Milorad Pupovac participa per primera vegada en la marxa commemorativa de la batalla de Vukovar. Va assistir a l'acte Veljko Džakula, president del Fòrum Democràtic Serbi.[50][51]
- 17 de novembre: Robatori de la retolació bilingüe a Osijek per tercera vegada.
- 17 de novembre: La Seu per a la Defensa d'una Vukovar Croata comença a arreplegar firmes per al referèndum que limita els drets d'ús de llengües minoritàries.
- 12 de novembre: Taula pintada en l'edifici del Consell Nacinoal Serbi d'Osijek.
- 9 de novembre: Dos jóvens de 18 anys fan malbé un senyal del Consolat General de Sèrbia a Rijeka.
- 6 de novembre: Grafit amb el missatge "arbre familiar serbi" i una fotografia de persones linxades que aparegueren a la plaça Ban Jelačić.
- 5 de novembre: Danyada una placa bilingüe commemorativa de l'escriptor macedoni Andrej Petkovic a Rijeka.
- 5 de novembre: Grafit amb el missatge "Serbis fora" escrit a Vukovar.
- 4 de novembre: Ministre dels Veterans Predrag Matić declara en Večernji list que el serbis de Croàcia no són lleals a Croàcia.
- 4 de novembre: L'ajuntament de Vukovar aprova una nova llei per la qual es prohibix l'ús del ciríl·lic.
- 3 de novembre: Acte vandàlic en un cartell bilingüe del Consell Nacional Serbi a Varaždin.
- 2 de novembre: Es retira per segona vegada el cartell del Consell Nacional Serbi a Osijek.
- 25 d'octubre: Es retira el cartell bilingüe del Consell Nacional Serbi a Osijek.
- 22 d'octubre: Es retira la retolació bilingüe dels edificis de Servici d'Ocupació a Vukovar.
- 19 d'octubre: Es retira la retolació bilingüe dels edificis de l'Administració Estatal a Vukovar.
- 12 d'octubre: Es retira la retolació bilingüe de l'edifici de la municipalitat de Vojnić.
- 12 d'octubre: Es retira la retolació bilingüe de l'edifici de la municipalitat de Biskupija.
- 11 d'octubre: Es fan malbé tres senyals bilingües en l'edifici de l'ajuntament d'Udbina.
- 8 d'octubre: Un infractor desconegut s'emporta el cartell bilingüe de l'edifici Prosvjeta de Zagreb. Cinc policies són suspesos per no intervindre i un d'ells és acomiadat per trencar el senyal a Vukovar.[52][53]
- 7 d'octubre: Un grup de veterans de guerra croates retiren la retolació bilingüe de tres edificis a Vukovar.
- 23 de setembre: El president de la Coordinadora d'Associacions de Retornats Croats ratllen amb esprai la inscripció en ciríl·lic a l'edifici d'assegurança per a la jubilació a Vukovar.
- 16 de setembre: Un infractor desconegut retira un cartell bilingüe de l'edifici municipal de Krnjak.
- 12 de setembre: Membres de la Seu per a la Defensa d'una Vukovar Croata trenquen un senyal bilingüe a l'estació de policia de Vukovar i s'enfronten amb els agents. Darko Pajtić és ferit fatalment pel policia Sašun Sabadoš. L'agent va ser condemnat després per la seua mort.[54][55]
- 13 de setembre: És destruït a Golubić un monument a les víctimes sèrbies de la guerra .
- 6 de setembre: Durant el partit de futbol entre Sèrbia i Croàcia aficionats serbis mostren la pancarta amb el nom "Vukovar" escrit en ciríl·lic, cremen la bandera croata i criden "Mateu els úxtaixes", 'Vukovar és el nostre" i "Sèrbia - Txètniks". També canten "Oi Ústaixa, el riu profund t'espera, massacreu els hòmens, violeu les dones".[56]
- 5 de setembre: Vora cent persones es manifesten al local de la Seu per a la Defensa d'una Vukovar Croata de Slunj a favor de l'eliminació de les plaques bilingües a Vukovar. L'alcalde de Slunj es distancia de les reivindicacions i dels objectius polítics dels organitzadors.[57]
- 4 de setembre: Llançament d'un dispositiu explosiu al Consell Nacional Serbi de Split.
- 4 de setembre: Josip Leko, portaveu del Parlament Croat, declara que no hi hauria una sessió d'emergència demandada per l'Assemblea Democràtica Croata d'Eslavònia i Baranja.[58]
- 3 de setembre: L'Assemblea Democràtica Croata d'Eslavònia i Baranja demana una sessió d'emergència de Parlament Croat sobre els fets ocurreguts a Vukovar.[59]
- 3 de setembre: Grafit amb la frase "Srbe na vrbe" en una paret de l'Església ortodoxa de la Sagrada Annunciació de Dubrovnik.
- 2 de setembre: Senyals bilingües destrossats a Vukovar. Diversos agents policials són ferits.[60]
- 20 d'agost: Durant el campionat europeu de junyrs al barri de Borovo naselje, proxim a Vukovar, els aficionats serbis criden "Açò és Sèrbia"i "Vukovar és el cor de Sèrbia" i mostren la bandera sèrbia amb "Vukovar" escrit en ciríl·lic. Els incidents varen continuar després del joc.[61]

### 2012
- 24 de maig: En una entrevista, el president de Sèrbia, Tomislav Nikolić, és citat per Frankfurter Allgemeine Zeitung per haver dit que ″Vukovar era una ciutat sèrbia i els croates no tenen no tenen res a fer allà″.[62] El president croat Ivo Josipović va criticar Nikolić per eixa declaració i va condicionar la cooperació futura a que Nikolić retirara eixa declaració.[63]

## Prohibicions històriques sobre l'ús del ciríl·lic en Vukovar
En 1861 l'Assemblea General de Syrmia Comtat decidí de manera unànime la introducció de l'alfabet ciríl·lic serbi com a alfabet oficial en el territori de comtat. Eixa decisió es va revertir huit anys més tard, en 1869, quan el Parlament del Regne de Croàcia-Eslavònia decidí l'ús exclusiu de l'alfabet croat i rebutjà la decisió de comtat sobre l'ús del ciríl·lic. Això va causar insatisfacció entre el serbis de Vukovar, que enviaren una carta de protesta a l'emperador Francesc Josep I d'Àustria, ja que el Regne de Croàcia-Eslavònia era part de l'imperi austrohongarés. Es va demanar a l'emperador que protegira els seus interessos de la decisió del parlament, assenyalant que la decisió no era raonable, atés que fins i tot l'Assemblea Nacional d'Hongria de les Terres de la Corona de Sant Esteve acceptava les seues cartes en ciríl·lic.
Durant la Segona Guerra Mundial, l'alfabet ciríl·lic serbi va ser prohibit per tot l'Estat Independent de Croàcia.
La destrucció de llibres escrits en serbi ciríl·lic sancionada i duta a terme pel govern de la República de Croàcia entre 1990 i 2010 dona com a resultat uns 2,8 milions de llibres destruïts en eixe període.
El 5 de novembre de 2013, la Unió Democràtica Croata i el Partit Croata de Drets Dr. Ante Estrellačević va adoptar esmenes als estatuts de la ciutat, declarant que Vukovar era un "lloc de reverència especial" de la destrucció sèrbia de la ciutat durant la batalla de Vukovar i prohibí l'ús de l'alfabet ciríl·lic serbi. Milorad Pupovac, president de Consell Nacional Serbi, digué que esperava que el govern croata o el Tribunal Constitucional de Croàcia anul·lara esta decisió.